# پلاسنتیا (کالیفرنیا)
پلاسنتیا (به انگلیسی: Placentia) شهری در شهرستان اورنج، کالیفرنیا ایالت کالیفرنیا است که در سرشماری سال ۲۰۱۰ میلادی، ۵۰۵۳۳ نفر جمعیت داشته است. 